# Отосклероз
Отосклероз — заболевание, связанное с патологическим ростом кости, в результате нарушения её метаболизма. Процесс протекает в среднем ухе и способен привести к значительному ухудшению и даже потере слуха. Обычно оно начинается с одностороннего снижения остроты слуха, постепенно охватывающего оба уха. При аудиометрии на ранних стадиях, как правило, заметна потеря реакции на звуки низкой частоты.
Почти во всех случаях отмечается хроническая кондуктивная потеря слуха. Иногда отмечается и нейросенсорная потеря слуха, обычно в высокочастотном диапазоне, на поздних стадиях заболевания.

### Причины отосклероза
- В настоящее время причины отосклероза не изучены. Заболевание встречается чаще у женщин, в периоде полового созревания, менструаций, беременности, кормления грудью и климакса.
- Генетические причины, наследуется по аутосомно- доминантному типу с неполной пенетрантностью от 20% до 40%. Монозиготные близнецы имеют почти 100% конкордантность по отосклерозу. На сегодняшний день определены восемь локусов, связанных с отосклерозом, которые обозначены как OTSCI-8.

- Одно исследование говорит о том, что заболевание отчасти может быть связано с вариациями гена RELN.[2]
- Вирус кори (При исследовании архивных и свежих образцов пластинки стремени была обнаружена РНК вируса).
- Кроме того, одной из предположительных причин отосклероза может быть повышенная выработка эстрадиола.

### Факторы риска отосклероза
Среди факторов риска развития отосклероза отмечаются такие состояния:
- Длительное течение хронического воспаления среднего уха, при котором возникает частичный либо полный некроз слуховых косточек. При некрозе места соединения наковальни и стремечка может образоваться фиброз, который ограничивает передачу звуковых колебаний по слуховым косточкам.
- Врождённая фиксация стремечка.
- Болезнь Педжета.
- Врождённые аномалии развития органов слуха.

### Проявления отосклероза
Отосклероз обычно проявляется кондуктивным типом нарушения слуха. В начале чаще всего поражается одно ухо, но постепенно процесс отосклероза затрагивает и второе ухо. При исследовании во время аудиометрии отмечается поражение передачи низких частот звука, а позже и высоких частот. В поздних стадиях заболевания присоединяется также нейросенсорная тугоухость.
Отосклероз встречается примерно у 0,5 % населения. Современные исследования проблемы отосклероза показали, что это состояние может отмечаться у 10 % людей, однако не всегда оно проявляется.
При отосклерозе наблюдаются очаги склероза в среднем ухе. Это означает, что у пациента как бы уменьшается подвижность слуховых косточек, а именно в месте прикрепления стремечка к овальному окну, в результате чего нарушается передача звуковых колебаний.

### Диагностика отосклероза
Для диагностики отосклероза используется такой метод, как аудиометрия. Кроме того, проводится тимпанометрия.

### Лечение отосклероза
Лечение отосклероза проводится двумя методами: это применение слуховых аппаратов или оперативное вмешательство. Слуховые аппараты могут помочь эффективно справиться с нарушением слуха лишь на поздних стадиях заболевания, когда оперативное лечение не показано.
При хирургическом лечении отосклероза  выполняется операция стапедопластика. Это вмешательство выполняется преимущественно под местной анестезией и проводится на стремечке. Оно выполняется в случае, когда имеется фиксация стремечка в овальном окне. Операция заключается в удалении ножек стремечка и замены его протезом. В подножной пластинке стремечка делается небольшое отверстие и в него вставляется тонкий протез, который работает наподобие поршня (поршневая стапедопластика).
Данные операции дают хороший результат у больных, страдающих отосклерозом – нарушением подвижности слуховых косточек в среднем ухе. Положительные результаты отмечаются у девяти из десяти пациентов, прошедших данную операцию, у менее 1 % оперированных больных операция была неэффективна.

#### Противопоказания к стапедэктомии
- Тяжёлое общее состояние пациента.
- Низкий резерв функции улитки.
- Тиннитус или головокружение.
- Наличие активных очагов отосклероза.

#### Осложнения операции стапедэктомии
- Паралич половины лица на стороне поражённого уха вследствие повреждения веточек лицевого нерва.
- Головокружение в послеоперационном периоде.
- Рвота.
- Выделение перилимфы из уха.
- Разрыв барабанной перепонки.
- Повреждение лабиринта.
- Лабиринтит (воспаление структур внутреннего уха).
- Gusher-синдром.

Отметим, что даже несмотря на превосходно проведённую операцию, после неё могут быть такие осложнения, как:
- Полная глухота оперированного уха.
- Длительное головокружение.
- Постоянное ощущение шума или гудения в оперированном ухе.
- Паралич половины лица ввиду повреждения веточек лицевого нерва.